# Download to Donate for Haiti V2.0
Download to Donate for Haiti V2.0 je pokračování kompilačního alba Download to Donate for Haiti. I toto album má za cíl pomáhat obětem zemětřesení na Haiti v roce 2010. Vydáno bylo 11. ledna 2011 prostřednictvím Download to Donate.

## Pozadí alba
Finanční příspěvky podporují organizace Artists for Peace and Justice, Charity: water, Direct Relief, Partners In Health a United Nations Foundation. Z peněz byly na Haiti hrazeny dodávky potravin, vody a lékařské péče.
Členové skupiny Linkin Park Chester Bennington, Brad Delson, Joe Hahn a Rob Bourdon se připojili k diskuzi s generálním tajemníkem OSN Pan Ki-munem a hovořili o své další práci na zvyšování povědomí o Haiti. Fanoušci byli také vyzváni, aby se zapojili do kampaně Download to Donate.

## Seznam skladeb
| #  | Název skladby                                                            | Interpret                                      | Délka |
| -- | ------------------------------------------------------------------------ | ---------------------------------------------- | ----- |
| 1  | "Still" (Acoustic, Vancouver Sessions)                                   | Alanis Morissette                              | 5:33  |
| 2  | "The Ballad of Allo Guru"                                                | Allo Guru                                      | 4:47  |
| 3  | "The Ladder"                                                             | Andrew Belle                                   | 4:02  |
| 4  | "Destroying to Save"                                                     | Arbouretum                                     | 5:08  |
| 5  | "Trails"                                                                 | Asobi Seksu                                    | 4:00  |
| 6  | "Shoulder Full of You"                                                   | Blitzen Trapper                                | 2:17  |
| 7  | "Hammer"                                                                 | Blue King Brown feat. Voodoo Dred a Lady Nadee | 3:41  |
| 8  | "Plath Heart"                                                            | Braids                                         | 4:26  |
| 9  | "Cellophane"                                                             | Caribou                                        | 3:06  |
| 10 | "Gebre"                                                                  | Caribou                                        | 4:07  |
| 11 | "Sea Rea"                                                                | Caribou                                        | 3:45  |
| 12 | "Selfish Boy"                                                            | Caribou                                        | 5:16  |
| 13 | "The Dauphin"                                                            | Caribou                                        | 4:36  |
| 14 | "Yusef"                                                                  | Caribou                                        | 1:58  |
| 15 | "100 Other Lovers"                                                       | DeVotchKa                                      | 3:25  |
| 16 | "Gargoyle" (Live)                                                        | Dinosaur Jr.                                   | 6:11  |
| 17 | "It Must Be Love"                                                        | Enrique Iglesias                               | 3:44  |
| 18 | "The Rush"                                                               | Everest                                        | 4:02  |
| 19 | "Firecracker"                                                            | Frazey Ford                                    | 3:47  |
| 20 | "National Anthem" (Quickie Mart Remix)                                   | Freddie Gibbs                                  | 4:04  |
| 21 | "Yours Forever"                                                          | Generationals                                  | 3:07  |
| 22 | "Jonah"                                                                  | Guster                                         | 3:23  |
| 23 | "A Quiet Place"                                                          | Home Video                                     | 3:51  |
| 24 | "Anyone's Guess"                                                         | Hyena                                          | 3:24  |
| 25 | "Times Like These" (Live from Red Rocks)                                 | Jack Johnson                                   | 2:37  |
| 26 | "Feast of the Heart" (KCRW.com Presents)                                 | Jesca Hoop                                     | 3:26  |
| 27 | "Never Let Me Down"                                                      | Kenna                                          | 3:13  |
| 28 | "Desperate Girls and Stupid Boys" (Live from the KIIS Community Council) | Kimberly Caldwell                              | 3:26  |
| 29 | "Catholic Boys"                                                          | Kitten                                         | 3:39  |
| 30 | "New Thing" (Live)                                                       | Lake Trout                                     | 4:43  |
| 31 | "Riddle" (Live)                                                          | Lake Trout                                     | 4:37  |
| 32 | "Say Something" (Live)                                                   | Lake Trout                                     | 7:09  |
| 33 | "Stutter" (Live)                                                         | Lake Trout                                     | 4:52  |
| 34 | "Wave of Mutilation" (Live)                                              | Lake Trout                                     | 3:19  |
| 35 | "Take My Hand" (Live from the John Lennon Educational Tour Bus)          | Langhorne Slim                                 | 3:20  |
| 36 | "Single Girls"                                                           | Laura Jansen                                   | 3:36  |
| 37 | "Come Now"                                                               | Liars                                          | 5:02  |
| 38 | "Not Alone"                                                              | Linkin Park                                    | 4:12  |
| 39 | "The Catalyst" (Keaton Hashimoto Remix)                                  | Linkin Park                                    | 2:52  |
| 40 | "Resurrection"                                                           | Kenna feat. Lupe Fiasco                        | 4:07  |
| 41 | "Faster"                                                                 | Matt Nathanson                                 | 3:25  |
| 42 | "Gold Guns Girls" (Mike Shinoda Remix)                                   | Metric                                         | 5:12  |
| 43 | "Look Away"                                                              | Mickey Hart                                    | 5:59  |
| 44 | "Louisiana Land"                                                         | OK Go                                          | 3:36  |
| 45 | "Chocolate"                                                              | One Eskimo                                     | 4:04  |
| 46 | "Iryna"                                                                  | Paul Cary                                      | 3:43  |
| 47 | "Too Too Fast" (Say Hi Remix)                                            | Ra Ra Riot                                     | 2:42  |
| 48 | "We Fell" (Dosh Remix)                                                   | S. Carey                                       | 4:33  |
| 49 | "Give Me Something"                                                      | Scars On 45                                    | 3:22  |
| 50 | "Mother Maria"                                                           | Slash feat. Beth Hart                          | 5:27  |
| 51 | "Red Eyes"                                                               | Switchfoot                                     | 4:50  |
| 52 | "The Wind Blows" (Skrillex Remix)                                        | The All-American Rejects                       | 4:57  |
| 53 | "Slipstream" (Slimmed Down Mix)                                          | The Crystal Method feat. Jason Lytle           | 5:30  |
| 54 | "A Dream Within a Dream" (Nalepa Remix)                                  | The Glitch Mob                                 | 5:40  |
| 55 | "A Dream Within a Dream" (Skeet Skeet Remix)                             | The Glitch Mob                                 | 4:14  |
| 56 | "Animus Vox" (EPROM Remix)                                               | The Glitch Mob                                 | 4:17  |
| 57 | "Bad Wings" (Deru Remix)                                                 | The Glitch Mob                                 | 4:21  |
| 58 | "Bad Wings" (Kastle Remix)                                               | The Glitch Mob                                 | 4:38  |
| 59 | "Bad Wings" (Them Jeans Remix)                                           | The Glitch Mob                                 | 4:48  |
| 60 | "Between Two Dreams" (Machinedrum Convergence)                           | The Glitch Mob                                 | 5:58  |
| 61 | "Between Two Points" (Comma Remix)                                       | The Glitch Mob                                 | 5:54  |
| 62 | "Between Two Points (Jogger Remix)                                       | The Glitch Mob                                 | 4:06  |
| 63 | "Between Two Points" (King Britt Remix)                                  | The Glitch Mob                                 | 6:25  |
| 64 | "Between Two Points" (SPL Remix)                                         | The Glitch Mob                                 | 6:39  |
| 65 | "Between Two Points" (St. Andrew Remix)                                  | The Glitch Mob                                 | 6:41  |
| 66 | "Drive It Like You Stole It" (Mindelixir Remix)                          | The Glitch Mob                                 | 6:00  |
| 67 | "Drive It Like You Stole It" (Mirko Kosmos Remix)                        | The Glitch Mob                                 | 4:07  |
| 68 | "Drive It Like You Stole It" (Pawn Remix)                                | The Glitch Mob                                 | 4:19  |
| 69 | "Fistful of Silence" (ESKMO Remix)                                       | The Glitch Mob                                 | 5:08  |
| 70 | "Fortune Days" (DJ Vadim Remix)                                          | The Glitch Mob                                 | 3:58  |
| 71 | "Fortune Days" (Virtual Boy Remix)                                       | The Glitch Mob                                 | 4:55  |
| 72 | "How to Be Eaten by a Woman" (Adam.01 Remix)                             | The Glitch Mob                                 | 5:58  |
| 73 | "How to Be Eaten by a Woman" (Camo UFOs Remix)                           | The Glitch Mob                                 | 5:00  |
| 74 | "How to Be Eaten by a Woman (Mr. Projectile Remix)                       | The Glitch Mob                                 | 3:46  |
| 75 | "How to Be Eaten by a Woman (Salva Remix)                                | The Glitch Mob                                 | 6:29  |
| 76 | "How to Be Eaten by a Woman" (St. Andrew Remix)                          | The Glitch Mob                                 | 6:41  |
| 77 | "Starve the Ego, Feed the Soul" (R/D Remix)                              | The Glitch Mob                                 | 6:16  |
| 78 | "We Swarm" (Beats Antique Remix)                                         | The Glitch Mob                                 | 5:55  |
| 79 | "We Swarm" (Chris De Luca Remix)                                         | The Glitch Mob                                 | 7:41  |
| 80 | "We're All One"                                                          | The Grouch                                     | 2:53  |
| 81 | "Wood and Wire" (Sonic Session)                                          | Thrice                                         | 2:53  |
| 82 | "Unity" (Live)                                                           | Trevor                                         | 7:03  |
| 83 | "Color of Sin"                                                           | Vanaprasta                                     | 4:22  |
| 84 | "Leaving on the 5th"                                                     | Voxhaul Broadcast                              | 3:40  |
| 85 | "O.N.E." (Demo version)                                                  | Yeasayer                                       | 5:55  |
| 86 | "Always"                                                                 | Zion I                                         | 2:34  |